# Pipistrellus collinus
Pipistrellus collinus là một loài động vật có vú trong họ Dơi muỗi, bộ Dơi. Loài này được Thomas mô tả năm 1920.
Họ dơi muỗi là một nhóm các loài dơi thuộc họ Vespertilionidae, được biết đến với khả năng săn mồi chủ yếu là muỗi và các loại côn trùng nhỏ khác. Đây là một họ dơi phổ biến và đa dạng với hơn 400 loài đã được mô tả. Một số loài dơi muỗi phổ biến bao gồm dơi muỗi nâu (Myotis lucifugus), dơi muỗi đồng cỏ (Pipistrellus pipistrellus), và dơi muỗi đồng cỏ keo (Nyctalus noctula).
Dơi muỗi có vai trò quan trọng trong việc kiểm soát dân số muỗi và các loại côn trùng gây hại khác. Chúng có thể ăn hàng trăm đến hàng ngàn con muỗi mỗi đêm, giúp giảm nguy cơ lây nhiễm các bệnh do muỗi gây ra như sốt rét và vi rút Zika. Đồng thời, dơi muỗi cũng là một phần quan trọng của hệ sinh thái, đóng vai trò trong quá trình thụ tinh hoa cây và phân tán hạt giống của nhiều loại cây.